# کرونز
کرونز (انگلیسی: Krones) شرکت مهندسی ساخت آلمانی است، که در زمینه ساخت ماشین‌آلات صنعتی و احداث و راه‌اندازی خط تولید کارخانجات بطری‌سازی، کنسروسازی و بسته‌بندی فعالیت می‌نماید.
شرکت کرونز در سال ۱۹۵۱ توسط هرمان کرونزیدر تأسیس شد و در حال حاضر بزرگترین سازنده خطوط تولید کارخانجات بطری‌سازی (پلاستیکی، شیشه‌ای و فلزی) در جهان می‌باشد.
دفتر مرکزی این شرکت در شهر نویتراوبلینگ، آلمان قرار دارد و بخشی از سهام آن در بورس فرانکفورت معامله می‌شود.